# Йохан Георг III фон Мансфелд-Айзлебен
Йохан Георг III фон Мансфелд-Айзлебен (на немски: Johann Georg III fon Mansfeld-Eisleben; * 12 юли 1640, Шраплау; † 1 януари 1710, дворец Мансфелд) е граф и господар на Мансфелд-Айзлебен. С него линията Мансфелд-Айзлебен изчезва по мъжка линия.

## Произход
Той е син на граф Йохан Георг II фон Мансфелд-Айзлебен (1593 – 1647) и втората му съпруга графиня Барбара Магдалена фон Мансфелд-Хинтерорт (1618 – 1696), наследничка на Шраплау, дъщеря на граф Давид фон Мансфелд-Хинтерорт (1573 – 1628) и втората му съпруга Юлиана Мария Ройс фон Гера (1598 – 1650). Внук е на граф Йобст фон Мансфелд-Айзлебен (1558 – 1619), и правнук на граф Йохан Георг I фон Мансфелд-Айзлебен (1515 – 1579).
През 1637 г. баща му мести резиденцията си от замък Арнщайн в замък Шраплау в Саксония-Анхалт.

## Фамилия
Първи брак: на 20 октомври 1667 г. в дворец Хартенщайн с фрайин София Елеонора фон Шьонбург-Глаухау (* 16 октомври 1649; † 17 октомври 1703), дъщеря на фрайхер Ото Албрехт фон Шьонбург-Хартенщайн (1601 – 1681) и Ернестина Ройс-Плауен (1618 – 1650). Бракът е бездетен.
Втори брак: на 1/13 декември 1704 г. в Щолберг с графиня Луиза Кристиана фон Щолберг-Щолберг (* 21 януари 1675; † 16 май 1738), дъщеря на граф Кристоф Лудвиг I фон Щолберг-Щолберг (1634 – 1704) и съпругата му Луиза Кристина фон Хесен-Дармщат (1636 – 1697). Бракът е бездетен.
Вдовицата му Луиза Кристиана фон Щолберг-Щолберг се омъжва втори път на 11 май 1712 г. в Щолберг за херцог Кристиан фон Саксония-Вайсенфелс (1682 – 1736).